# Carsten Podlesch
Carsten Podlesch (Berlijn, 6 september 1969) is een Duits voormalig weg- en baanwielrenner. 

## Carrière
Podlesch reed voor verschillende Duitse wielerploegen waaronder Team Hohenfelder-Concorde en Team Wiesenhof. Zijn grootste successen behaalde hij op de wielerbaan in het stayeren. In deze discipline werd hij in 1992 wereldkampioen bij de amateurs en in 1994 wereldkampioen bij de elite. Na zijn wereldtitel in 1994 verdween het stayeren van het programma van de wereldkampioenschappen. Hij won nadien nog wel drie keer het Europees kampioenschap stayeren.
Carsten Podlesch is de zoon van tweevoudig wereldkampioen stayeren bij de amateurs Rainer Podlesch.

## Palmares

### Baan
| Jaar        | DK              | EK          | WK          | Overige     |             |
| Als amateur | Als amateur     | Als amateur | Als amateur | Als amateur | Als amateur |
| ----------- | --------------- | ----------- | ----------- | ----------- | ----------- |
| 1991        |                 |             | stayeren    |             |             |
| 1992        |                 |             | stayeren    |             |             |
| Als Elite   |                 |             |             |             |             |
| 1993        | stayeren        |             | stayeren    |             |             |
| 1994        | stayeren        |             | stayeren    |             |             |
| 1995        | stayeren        | stayeren    |             |             |             |
| 1996        | stayeren        | stayeren    |             |             |             |
| 1997        |                 | stayeren    |             |             |             |
| 1998        | stayeren        |             |             |             |             |
| 1999        | stayeren        |             |             |             |             |
| 2000        | stayeren        | stayeren    |             |             |             |
| 2001        | stayeren        | stayeren    |             |             |             |
| 2002        | stayeren        |             |             |             |             |
| 2003        |                 |             |             |             |             |
| 2004        |                 |             |             |             |             |
| 2005        | stayeren        |             |             |             |             |
| 2006        | stayeren, derny | stayeren    |             |             |             |